# Rudolph Peter Johann Tutein Nolthenius

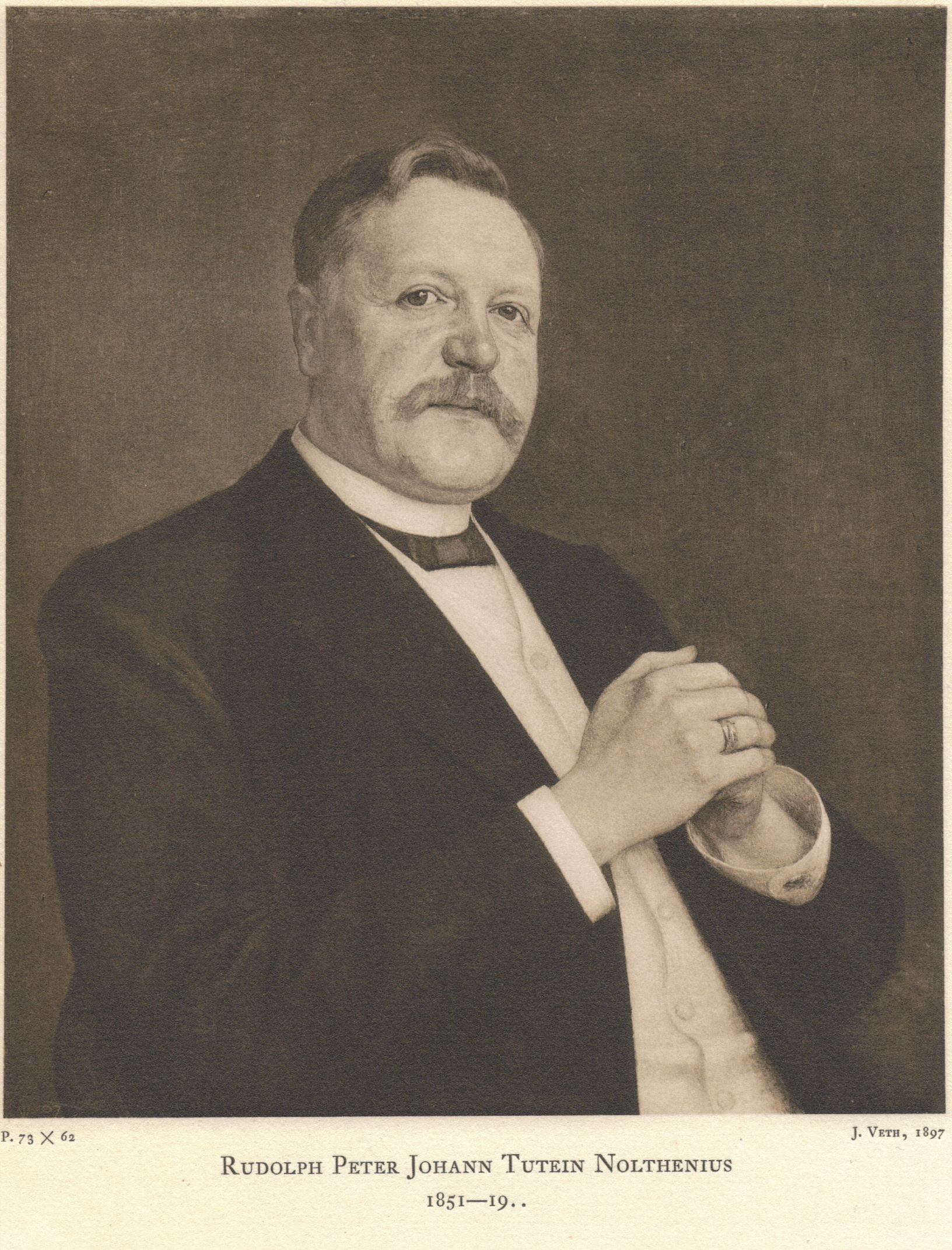
R.P.J. Tutein Nolthenius door Jan Veth (1897)

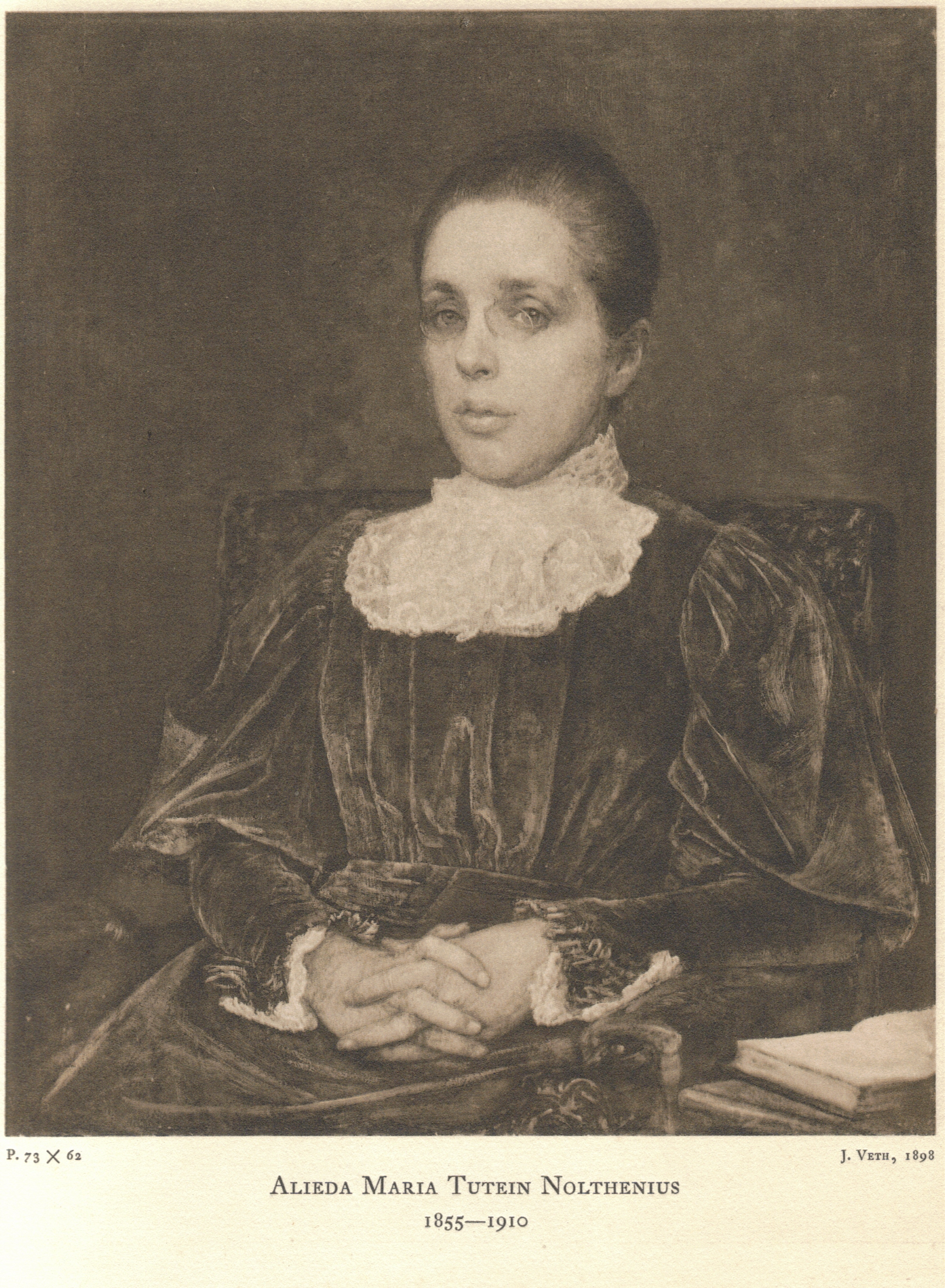
Alieda Maria Tutein Nolthenius door Jan Veth (1898)

Rudolph Peter Johann Tutein Nolthenius (h. Koppelrust bij Abcoude, 6 juni 1851 – La Tour de Peilz, kanton Vaud, Zwitserland, 30 november 1939) was een Nederlands waterstaatkundig ingenieur en schrijver.
In 1872 behaalde Tutein Nolthenius het ingenieursdiploma voor civiel ingenieur aan de (toenmalige) Polytechnische School te Delft. Zijn eerste werk had betrekking op de aanleg van spoorwegen. Daarna, vanaf zijn benoeming tot aspirant-ingenieur van de waterstaat in 1874, is zijn ingenieurswerkzaamheid vrijwel uitsluitend van waterbouwkundige aard geweest. Hij was onder andere betrokken bij de verlegging van de Maasmond en de verbetering van het Apeldoorns Kanaal. In 1894 werd hij benoemd tot ingenieur 1ste klasse en ten slotte in december 1901 tot hoofdingenieur-titulair. In 1902 kreeg hij op eigen verzoek eervol ontslag.
In hetzelfde jaar werd hij als beherend vennoot opgenomen in de firma Tutein Nolthenius en De Haan te Amsterdam, die in 1903 met de firma H. Oyens en Zonen werd vereenigd. In 1909 trad hij uit de firma. Hierna bracht hij vele jaren reizend (en schrijvend) door, voornamelijk in Scandinavië, Engeland, Italië, Zwitserland en Noord-Afrika. In 1920 vestigde hij zich in Zwitserland, niet ver van Montreux in La Tour de Peilz.
Tutein Nolthenius was van 1897 tot 1919 redacteur van De Gids. In 1898 werd hij gekozen tot lid der Maatschappij der Nederlandsche Letterkunde.
Rudolph Peter Johann Tutein Nolthenius was de oudste zoon van mr. dr. Peter Marius Tutein Nolthenius.

## Publicaties van Tutein Nolthenius
- Tutein Nolthenius, Rudolph (1894). Notice sur la profundeur de la Meuse supérieur entre Mook et Hedel, PIANC congres.